# Луций Корнелий Лентул Луп
Лу́ций Корне́лий Ле́нтул Луп (лат. Lucius Cornelius Lentulus Lupus; умер не позже 126 года до н. э.) — древнеримский политический деятель из патрицианского рода Корнелиев, консул 156 года до н. э., цензор 147 года до н. э. В последние годы жизни был принцепсом сената.

## Происхождение
Луций Корнелий принадлежал к знатному и разветвлённому патрицианскому роду Корнелиев. Первый известный из источников носитель когномена Лентул был консулом в 327 году до н. э.. Луций был сыном Гнея Корнелия Лентула, консула 201 года до н. э., внуком Луция Корнелия Лентула Кавдина, консула 237 года до н. э., верховного понтифика и принцепса сената, и правнуком Луция Корнелия Лентула Кавдина, консула 275 года, который совместно с Манием Курием Дентатом командовал в Пирровой войне. Родным братом Луция был Гней Корнелий Лентул, консул 146 года до н. э., двоюродным — Публий Корнелий Лентул, консул 162 года до н. э.

## Биография
Первое упоминание о Луции Корнелии в сохранившихся источниках относится к 163 году до н. э., когда он занимал должность курульного эдила. В этом качестве он организовал Мегалесийские игры, в ходе которых зрители увидели постановку комедии Публия Теренция Афра «Самоистязатель». В следующем году Лентул вошёл в состав посольства, отправленного на Восток. Селевкидский царевич Деметрий, имевший права на престол, бежал из римского заключения, и поэтому сенат поручил Лентулу Лупу, Тиберию Семпронию Гракху и Сервилию Главции изучить обстановку в Греции и в Азии, выяснить, «что вышло из побега Деметрия, разузнать настроение прочих царей и уладить пререкания между ними и галатами». Известно, что Ариарат Каппадокийский, приняв послов, отказался от союза с Деметрием, хотя тот и стал царём.
Приблизительно в 160 или 159 году до н. э. Луций Корнелий занимал должность претора. Предположительно именно он — тот Корнелий, который предоставил послам из Тибура слово в сенате для защиты от обвинений, а позже отправил им ответ сенаторов. В 156 году до н. э. Лентул Луп был консулом вместе с плебеем Гаем Марцием Фигулом. После этого он управлял неизвестной провинцией, а по возвращении в Рим был привлечён к суду по обвинению в вымогательстве.
Известно, что Луций Корнелий выступал против новой войны с Карфагеном и спорил на эту тему с Марком Порцием Катоном. В 147 году до н. э. он достиг вершины своей карьеры — должности цензора; его коллегой был плебей Луций Марций Цензорин. В 140 году до н. э. от имени коллегии децемвиров священнодействий Лентул Луп высказался против проведения акведука на Капитолий, но сенаторы к нему не прислушались. В 130 году до н. э. Луций Корнелий стал принцепсом сената и сохранял этот почётный статус до своей смерти, которую исследователи датируют самое позднее 126 годом до н. э.

## Оценки
Марк Туллий Цицерон называет Луция Корнелия красноречивым человеком. Поэт Луцилий, младший современник Лентула Лупа, изобразил его в ряде своих сатир в резко отрицательном свете.